# Les Aventures sexuelles de Néron et Poppée
Pour plus de détails, voir Fiche technique et Distribution.
Les Aventures sexuelles de Néron et Poppée (Nerone e Poppea) est un péplum érotique franco-italien réalisé par Bruno Mattei et sorti en 1982.

## Fiche technique
- Titre original : Nerone e Poppea[1]
- Titre français : Les Aventures sexuelles de Néron et Poppée[2]
- Réalisation : Bruno Mattei
- Scénario : Bruno Mattei
- Photographie : Luigi Ciccarese
- Montage : Bruno Mattei
- Musique : Giacomo Dell'Orso (it)
- Décors : Amedeo Mellone
- Production : Walter Brandi, Bruno Mattei
- Société de production : Beatrice Film, Italfrance Films
- Pays de production :  Italie -  France
- Langue originale : italien
- Format : couleurs - Son mono - 2,35:1 - 35 mm
- Genre : péplum érotique
- Durée : 97 minutes
- Date de sortie :
  - Allemagne de l'Ouest : 18 mars 1982
  - Italie : 29 avril 1982
  - France : 22 juin 1983

## Distribution
- Piotr Stanislas : Néron
- Françoise Blanchard : Poppée
- Mario Novelli :
- Patricia Derek :
- Gino Turini : Sénèque
- Fanny Magier : Agrippine la Jeune